# Колледж Святого Кевина (Мельбурн)
Ко́лледж Свято́го Ке́вина (англ. St Kevin's College) — независимая римско-католическая начальная и средняя школа для мальчиков, расположенная в Мельбурне, в микрорайоне Турэк (австралийский штат Виктория). Колледж имеет пять кампусов, три из которых находятся в том же микрорайоне Турэк, четвёртый — в микрорайоне Ричмонд, а пятый, спортивный кампус, расположен в районе Борундара, неподалёку от торгового центра Stockland Tooronga. Школе также принадлежал кемпинг «Серебряный ручей» (англ. Silver Creek) в городе Флауэрдейл, который был полностью уничтожен лесными пожарами в 2009 году.
Колледж был основан конгрегацией Христианских братьев в 1918 году. Колледж расположен на берегу ручья Гардинерс-Крик, впадающего в реку Ярра. На противоположном берегу находится Скотч-колледж. Колледж Святого Кевина имеет давние отношения с историческим собором Святого Патрика, и отвечает за обучение мальчиков хоровому пению.
Колледж Святого Кевина — школа при архиепархии Мельбурна, и находится под управлением организации Edmund Rice Education Australia (EREA). Колледж входит в ассоциацию общеобразовательных школ Виктории (APS) и является членом Международного объединения школ для мальчиков (IBSC).

## История

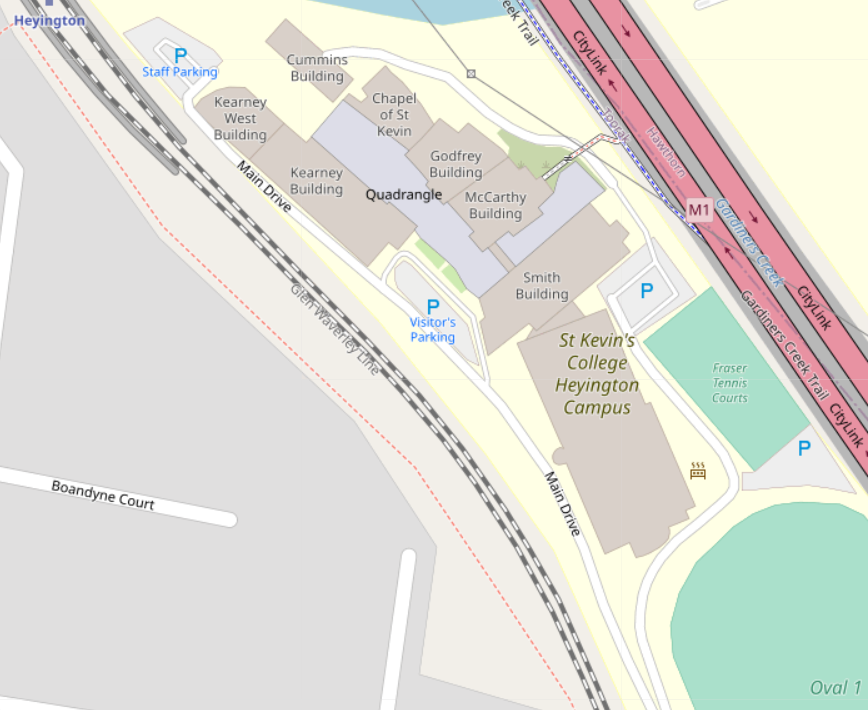
Карта территории колледжа

Школа была основана Христианскими Братьями в 1918 году в Восточном Мельбурне. В 1932 году школа была перенесена на перекрёсток угол улиц Святого Георгия и Орронг, в микрорайоне Турэк. В микрорайоне Хейингтон была выкуплена недвижимость, затем на этом месте появились спортивные площадки. В настоящее время на этом месте располагается кампус старшей школы, где проживают ученики 7, 8 и с 10 по 12 годы обучения. Как и в других школах Британского Содружества, учащиеся распределяются не только по классам, но и по общежитиям («домам»), то есть по принципу проживания. Жители одного «дома» составляют единое сообщество, союз, практически братство. У многих домов есть свой цвет, который отражён и в форме воспитанников, и девиз, они соревнуются между собой в учёбе и спорте.
Кампус Хейингтон (англ. Glendalough Campus), который находится рядом с железнодорожной линией до Глен Уэверли, был построен в 1960 году. Основным корпусом в этом кампусе является здание Кирни (англ. Kearney Building), которое видно со стороны железной дороги.
В 1972 году для школы была приобретена недвижимость на Ланселл-роуд, и в том же году была продана собственность на Орронг-роуд. В 1982 году на территории кампуса старшей школы было построено здание Смит (англ. K.C. Smith building), в котором расположились ученики средней школы.

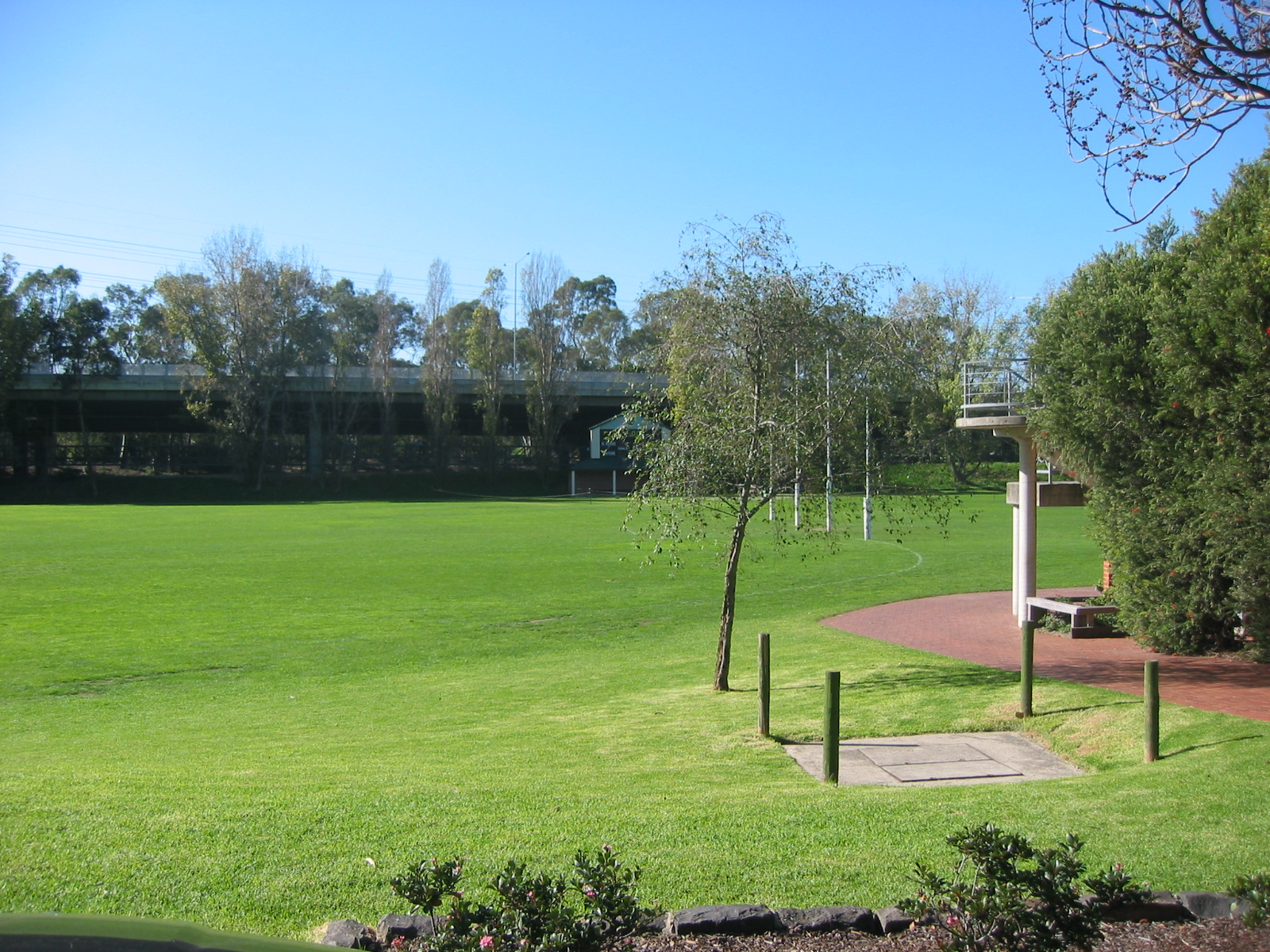
Стадион «Овал Номер 1»: на заднем плане изображено табло, справа — спортивный павильон.

В 1990 году на территории школы был открыт спортивный павильон. Оба стадиона во время наводнений 2005 года были полностью затоплены водой.
В 1997 году было отремонтировано здание Камминс (англ. Cummins Building), и в настоящее время в нём проводятся творческие занятия по изобразительному искусству, драматические кружки, уроки музыки. В том же году было открыто здание Маккарти (англ. McCarthy Building), в котором разместились художественные студии, библиотека кампуса и административный блок.
В настоящее время на территории Ланселл Роуд находится кампус Глендалох (англ. Glendalough Campus), где в 1999 году была построена полноценная начальная школа, в которой обучаются ученики подготовительного класса. Также в 1999 году ученики 9 класса переехали из кампуса для старшеклассников в специальный кампус Уотерфорд в Ричмонде. По состоянию на конец 2020 года они проживали в бывшем здании колледжа Воклюз в Ричмонде. В 1999 году произошли значительные изменения в структуре школы. Была введена система домов для классов с 10 по 12. Это привело к их объединению в пять «домов», состоящих из мальчиков 10, 11 и 12 классов под руководством наставника. До этого ученики распределялись классам под наблюдением кураторов, что похоже на нынешнюю систему в средней школе (классы с 7 по 9).
В марте 2006 года кардинал Джордж Пелл освятил и открыл для студентов спортивный комплекс «Уилдинг-центр» (англ. Wilding Centre), с крытым бассейном и тренажёрным залом, стоимостью 16 миллионов австралийских долларов.
В 2009 году было открыто здание Годфри (англ. Godfrey Building).
В 2010 году в Глендалох был открыт Бойд Иган Холл (англ. Boyd Egan Hall), а мощные наводнения снова затопили школьные спортплощадки и повредили теннисные корты Фрейзер.
В 2011 году начались работы по строительству трёхэтажного корпуса, стоимостью 14 миллионов долларов, расположенного рядом с железнодорожной станцией Хейингтон, и примыкающего к зданию Кирни. Этот корпус, получивший название Кирни-Вест-билдинг (англ. Kearney West Building), был открыт в 2013 году. В здании есть научные лаборатории и кабинеты для занятий деревообработкой, где занимаются ученики старших классов.
В 2014 году в Глендалох был открыт Музыкальный центр МакМэхон (англ. McMahon Music Centre), а в здании Кирни был проведён капитальный ремонт. Также были модернизированы помещения для занятий музыкой и сценическими постановками в здании Камминс.
В 2017 году был открыт кампус Торонга Филдс (англ. Tooronga Fields) как выездная спортивная площадка колледжа Святого Кевина.
В 2018 году колледж Святого Кевина отметил свой столетний юбилей. Был создан специальный логотип, посвящённый этому событию, который использовался на протяжении всего учебного года. Было проведено несколько праздничных мероприятий, в том числе проведён бесплатный благотворительный ужин. Состоялись специальные мероприятия, такие как «Большие дебаты», в которых участвовали выпускники колледжа Святого Кевина прошлых лет, а для студентов и сотрудников ограниченным тиражом была выпущена брошюра о 100-летней истории колледжа.

## Кампусы
В колледже Святого Кевина пять кампусов:
- Глендалох (англ. Glendalough) — младшая школа колледжа Святого Кевина на Ланселл-роуд, в районе Турэк[англ.]; названа по месту расположения монастыря Святого Кевина в Ирландии. Здесь проживают дошкольники, посещающие подготовительные группы, а также школьники до 6 класса[11].
- Хейингтон (англ. Heyington) — в 1932 году территория нынешнего кампуса Хейингтон стала собственностью колледжа. Тогда этот участок использовался для размещения спортивных площадок. В настоящее время здесь расположен главный академический кампус для учащихся 7, 8, 10, 11 и 12 классов[12].
- Уотерфорд (англ. Waterford) — был приобретён Колледжем Святого Кевина в начале 2000-х для строительства кампуса для учащихся 9-го класса; расположен на Ричмонд-Хилл, занимает помещения бывшего колледжа Воклюз[англ.][13].
- Сент-Питерс (англ. St Peter's) — центр раннего обучения, созданный совместно с Лорето Мандевиль-Холл[англ.]; здесь находится детский сад[14].
- Тооронга (англ. Tooronga) — Кампус Tooronga[англ.] Fields Campus, открытый 17 июня 2017 года, представляет собой спортивный комплекс, состоящий из трёх футбольных полей и поля овальной формы для австралийского футбола. Также имеется 12 теннисных кортов, которые зимой можно использовать как хоккейные площадки. На территории комплекса также имеется 200-метровая легкоатлетическая дорожка с площадками для прыжков в высоту и прыжков в длину, а также 12 сеток для крикета, два павильона с унисекс раздевалками, смотровые площадки, половина баскетбольной площадки и многофункциональный центр[4][15].

## Дома
«Дома» для старшеклассников (с 10 по 12) и школьников средних классов (с 7 по 8) названы в честь христианских братьев, связанных с колледжем:
| Дом                       | Цвет | Основан | Расположен                                        | Назван в честь                                                                                               | Девиз                                                                                                 |
| ------------------------- | ---- | ------- | ------------------------------------------------- | --- | --- |
| Кьюсак (англ. Cusack)     |      | 1999    | 5-й этаж Кирни-билдинг (англ. Kearney Building)   | Дж. Р. Кьюсак (англ. J.R. Cusack), учитель современной и древней истории и языков, 1919—1927 и 1931—1941 гг. | нет данных                                                                                            |
| Кирни (англ. Kearney)     |      | 1999    | 4-й этаж Кирни-билдинг (англ. Kearney Building)   | Дж. Кирни (англ. J.A. Kearney), директор колледжа, 1930—1934 гг.                                             | Первый в дружбе и всём остальном (англ. First in Friendship and Everything Else, неофициальный девиз) |
| Кенни (англ. Kenny)       |      | 1999    | 4-й этаж Кирни-билдинг (англ. Kearney Building)   | Дж. Кенни (англ. J.F. Kenny), магистр наук, 1918—1945 гг.                                                    | нет данных                                                                                            |
| МакКарти (англ. McCarthy) |      | 2008    | 5-й этаж Камминс-билдинг (англ. Cummins Building) | Ф. МакКарти (англ. F.I. McCarthy), директор колледжа, 1977 г.                                                | Отважиться и победить (лат. Audere et Vincere)                                                        |
| Пертон (англ. Purton)     |      | 1999    | 5-й этаж Кирни-билдинг (англ. Kearney Building)   | Д. Пертон (англ. D.G. Purton), директор колледжа, 1941—1943 гг.                                              | нет данных                                                                                            |
| Рахилл (англ. Rahill)     |      | 2010    | 3-й этаж Годфри-билдинг (англ. Godfrey Building)  | П. Рахилл (англ. P.A. Rahill), учитель английского и литературы, 1927—1929 и 1935—1949 гг.                   | Истина всё победит (лат. Veritas Omnia Vincit)                                                        |

Первоначально появились дома «Основания» — это Кьюсак, Кирни, Кенни и Пертон. Эти дома размещаются на своих первоначальных местах в здании Кирни. «Дополнительные» дома, МакКарти и Рахилл, были добавлены для расширения возможностей системы домов. Дом Маккарти занимает бывшие помещения христианских братьев в здании Камминс, а дом Рахилл размещён в специально построенном помещении в здании Годфри.
Мальчикам назначается Дом при поступлении в колледж Святого Кевина, однако в 7-9 классах они в основном служат средством организации совместных соревнований по плаванию, лёгкой атлетике и другим видам спорта.

## Учебная программа
Колледж Святого Кевина предлагает своим ученикам 11 и 12 классов викторианский сертификат об образовании (VCE), основную программу оценки, которая определяет рейтинг студентов в штате.
Выпуск 2009 года стал самой успешной академической группой в истории современного VCE для колледжа Святого Кевина, что сделало колледж самым результативным среди всех школ для мальчиков католических и ассоциированных государственных школ штата Виктория в 2009 году. 33 % выпускников набрали 40 или более баллов, и 14 отличных оценок были получены по 10 предметам.
| Год  | Ранг | Средний балл | 40+ баллов (%) | Размер группы |
| ---- | ---- | ------------ | -------------- | ------------- |
| 2011 | 14   | 31           | 23,3           | 325           |
| 2012 | 16   | 36           | 28,1           | 354           |
| 2013 | 21   | 36           | 27,1           | 362           |
| 2014 | 34   | 35           | 22,1           | 358           |
| 2015 | 13   | 36           | 29,3           | 346           |
| 2016 | 21   | 35           | 27,1           | 360           |
| 2017 | 5    | 37           | 30,8           | 371           |
| 2018 | 7    | 36           | 30,2           | 358           |
| 2019 | 14   | 36           | 27,5           | 350           |

## Печатные издания
Учебная программа английского языка в колледже Святого Кевина позволяет мальчикам развивать свои навыки в передаче идей и реализовать их на практике с помощью различных печатных изданий, каждое из которых ориентировано на определённую аудиторию, и имеет свою индивидуальную цель.
| Название издания                                                          | Тип                | Ответственный орган    | Целевая аудитория | Частота публикации               | Способ распространения                                                 | Ссылка |
| ------------------------------------------------------------------------- | ------------------ | ---------------------- | --- | -------------------------------- | ---------------------------------------------------------------------- | ------ |
| Информационный бюллетень старшей школы (англ. Senior School Newsletter)   | Новостная рассылка | Колледж Святого Кевина | Родители, школьники, сотрудники, члены сообщества SKC (с 7 по 12 классы)                                                                                        | Еженедельно, в течение семестров | Онлайн, на портале колледжа, веб-сайте колледжа и по электронной почте |        |
| Информационный бюллетень начальной школы (англ. Junior School Newsletter) | Новостная рассылка | Колледж Святого Кевина | Родители, школьники, сотрудники, члены сообщества SKC (с подготовительных курсов по 6 классы)                                                                   | Еженедельно, в течение семестров | Онлайн, на портале колледжа, веб-сайте колледжа и по электронной почте |        |
| Omnia                                                                     | Журнал             | Колледж Святого Кевина | Родители, школьники, сотрудники, члены сообщества SKC, выпускники, родители потенциальных школьников, будущие школьники (с подготовительных курсов по 12 класс) | 1 выпуск в четверть (4 в год)    | Онлайн, на веб-сайте колледжа, подписчикам по электронной почте        |        |

## Внеклассные мероприятия
В рамках отстаивания ценности «полноты жизни» колледжа осуществляется ряд инициатив.

### Дебаты и публичные выступления
Колледж Святого Кевина участвует в конкурсе Ассоциации дебатеров школ Виктории, а кампус Хейингтон является местом проведения региональных соревнований в Турэке. Ежегодно проводится пять дебатов, где команды колледжа Святого Кевина делятся мнениями с учащимися других школ Мельбурна по различным актуальным темам. Колледж Святого Кевина участвует в ряде других дебатов и турниров по ораторскому искусству и публичным выступлениям, в том числе организованным Ротари Интернешнл, Австралийским клубом для бывших военных (RSL), Молодёжной ассоциацией Австралии (UNYA). С 2011 года колледж участвует в Чемпионате мира по личным дебатам и публичным выступлениям (WIDPSC), где один студент из Австралии занял 8-е место.

### Спорт
Колледж Святого Кевина является членом Ассоциации государственных школ Виктории (APS). Команды колледжа принимают участие в соревнованиях в различных видах спорта, на разных уровнях сложности. В 2009 году Колледж выиграл чемпионаты по футболу, австралийскому футболу и регби — впервые в истории APS.

#### Чемпионаты APS
Колледж Святого Кевина выигрывал следующие чемпионаты APS:
- Лёгкая атлетика (11) — 2006, 2007, 2008, 2011, 2012, 2013, 2014, 2015, 2017, 2018, 2019
- Бадминтон (3) — 2004, 2009, 2010
- Баскетбол (4) — 2001, 2007, 2011, 2018
- Крикет (6) — 1989, 1991, 1992, 2001, 2013, 2015
- Кросс-кантри (7) — 2006, 2007, 2008, 2010, 2011, 2012, 2013, 2019
- Дайвинг (6) — 2014, 2015, 2016, 2017, 2018, 2019
- Футбол (4) — 1997, 2009, 2011, 2012
- Футзал — 2018
- Футбол (2) — 2000, 2009
- Плавание и дайвинг (5) — 2009, 2010, 2011, 2012, 2013
- Плавание — 2016
- Теннис (7) — 1990, 1991, 1993, 1994, 1996, 2011, 2017, 2018

### Театр и драма
В колледже Святого Кевина есть театральный отдел, и каждый год здесь ставятся пьесы, мюзиклы и оперы. Были установлены отношения с несколькими разными школами для девочек с целью расширения программы по совместному драматическому искусству.

### Авиация
Колледж Святого Кевина предлагает школьникам программу лётной подготовки с получением лётного удостоверения по окончании колледжа. Программа получила высокую оценку авиаторов и отраслевых экспертов, в том числе о ней положительно отозвалась Нэнси Берд Уолтон, пионер австралийской авиации.

## Герб, девиз, ценности
Нынешний школьный герб был принят Кирни в 1933 году. На гербе изображены:
- Кельтский крест, символизирующий ирландское наследие, в верхнем левом квадранте.
- Одиночная звезда, представляющая Звезду Знания, в правом верхнем квадранте.
- Южный крест, представляющий Австралию, в нижнем левом квадранте.
- Книга с греческими буквами Альфа и Омега, символизирующими Бога, в правом нижнем квадранте.

Девиз школы на латыни: Omnia Pro Deo, что означает «Всё для Бога». Девиз взят из письма Апостола Павла.

### Ценности
Как член организации Edmund Rice Education Australia, колледж Святого Кевина стремится сохранять общие ценности. Их перечень можно найти в нескольких кампусах и на внутренних обложках школьных дневников:
- Свободное образование
- Евангельская духовность
- Инклюзивное сообщество
- Справедливость и солидарность

Эти ценности приняты и другими школами Edmund Rice Education Australia.

## Известные выпускники

### Политика, государственная служба и юриспруденция
- Билл Бурк[англ.] (2 июня 1913 — 22 мая 1981), бывший политик, член австралийской лейбористской партии[25].
- Джон Бурк[англ.] (30 июня 1901 — 19 октября 1970), королевский адвокат, бывший лейборист, сенатор в Законодательном собрании Виктории[26].
- Джек Комбер[англ.] (15 апреля 1919 — 23 октября 1992), бывший лейборист, сенатор в Законодательном собрании Виктории[27].
- Барни Куни[англ.] (родился 11 июля 1934 года), бывший лейборист, сенатор в Законодательном собрании Виктории[28].
- Фрэнк Филд[англ.] (23 декабря 1904 — 4 июня 1985), бывший лейборист, сенатор в Законодательном собрании Виктории, 10-й заместитель премьер-министра Виктории[англ.][29].
- Джим МакКлелланд[англ.] (3 июня 1915 — 16 января 1999), бывший лейборист, сенатор в Законодательном собрании Виктории, солиситор, юрист, министр, королевский комиссар.
- Клем Ньютон-Браун[англ.] (родился 3 сентября 1967 г.), бывший член Либеральной партии, сенатор в Законодательном собрании Виктории[30].
- Питер Рэндлс[англ.] (10 июня 1923 — 12 апреля 2008), антикоммунист, член Демократической лейбористской партии, сенатор в Законодательном собрании Виктории[31].
- Скотт Райан (родился 12 мая 1973 г.), сенатор-либерал от Виктории[32].
- Бартоломью Сантамария (14 августа 1915 — 25 февраля 1998), видный католический активист, журналист, антикоммунист, основатель Демократической лейбористской партии.
- Тед Серонг[англ.] (11 ноября 1915 — 1 октября 2002), старший офицер австралийской армии, удостоенный наград за вклад в борьбу с повстанцами и тактику ведения войны в джунглях во время войны во Вьетнаме.
- Чарльз Суини, (27 апреля 1915 — 22 декабря 2007), бывший судья Федерального суда Австралии[33].
- Джордж Уайт[англ.] (14 января 1905 — 5 мая 1986), бывший лейборист, антикоммунист, сенатор в Законодательном собрании Виктории[34].

### Спорт
- Феликс Земдегс (род. 20 декабря 1995 года), мастер по скоростной сборке кубиков Рубика.
- Джордан Уелезе[англ.] (род. 24 января 1997 года), регбист, игрок клуба «Мельбурн Ребелс» из чемпионата Супер Регби.
- Джордан Де Гоуи[англ.] (род. 15 марта 1996 года), игрок в австралийский футбол в составе клуба «Коллингвуд[англ.]».
- Тим Таранто[англ.] (1998 г.р.), игрок в австралийский футбол в составе клуба «Грейтер Вестерн Сидней Джайентс[англ.]».
- Нил Фрейзер (род. 3 октября 1933 года), теннисист, бывшая 1 ракетка мира[35].
- Саймон Гарлик[англ.] (род. 10 апреля 1975 года), игрок в австралийский футбол клубов «Сидней Суонс[англ.]» и «Вестерн Буллдогз[англ.]», главный исполнительный директор клуба «Фримантл Докерс[англ.]».
- Кевин Грейс (род. в феврале 1956 года), администратор австралийского футбола и регбилига, генеральный директор клуба «Канберра Рэйдерс» (1991—1995), генеральный директор клуба «Эйнсли» (1997—2011).
- Лачи Хантер[англ.] (1994 г.р.), игрок в австралийский футбол, чемпион в составе клуба «Вестерн Бульдогз»[36].
- Лори Керр[англ.] (25 июня 1928 — 28 декабря 2001), бывший игрок в австралийский футбол в составе клуба «Карлтон[англ.]», основатель социального клуба Карлтон на стадионе Принцес-парк[англ.].
- Фонсе Кайн[англ.] (29 октября 1915 — 8 апреля 1985), бывший игрок в австралийский футбол, капитан и тренер клуба «Коллингвуд», член Зала славы австралийского футбола[англ.], член официальной команды века клуба «Коллингвуд».
- Аллан Ла Фонтен[англ.] (15 декабря 1910 — 14 декабря 1999), бывший игрок в австралийский футбол, капитан и тренер клуба «Мельбурн[англ.]», член Зала славы австралийского футбола, член символической сборной века клуба «Мельбурн».
- Том Либераторе[англ.] (род. 16 мая 1992 года), игрок в австралийский футбол клуба «Вестерн Бульдогз»[37].
- Джош Махони[англ.] (род. 31 октября 1977 года), бывший игрок в австралийский футбол в составе клуба «Порт-Аделаида[англ.]».
- Тук Миллер[англ.] (род. 22 февраля 1996 года), игрок в австралийский футбол клуба «Голд Кост[англ.]».
- Тони Морвуд[англ.] (род. 17 мая 1960 года), бывший игрок в австралийский футбол в составе клуба «Сидней Суонс», член символической сборной века «Сидней Суонс».
- Билл Неттлфолд[англ.] (род. 24 апреля 1953 года), игрок в австралийский футбол клубов «Ричмонд[англ.]», «Норт Мельбурн[англ.]» и «Мельбурн».
- Том Николлс[англ.] (род. 4 марта 1992 года), игрок в австралийский футбол в клубе «Голд Кост».
- Райан О’Киф[англ.] (род. 24 января 1981 года), игрок в австралийский футбол в клубе «Сидней Суонс».
- Коннор Пейн (род. 11 ноября 1993 года), игрок в австралийский футбол в клубах «Мельбурн Виктори», «Сентрал Кост Маринерс» и «Уэстерн Юнайтед».
- Люк Пенни[англ.] (род. 8 февраля 1981 года), игрок в австралийский футбол в клубах «Вестерн Бульдогз» и «Сент-Килда[англ.]».
- Стивен Пауэлл[англ.] (род. 7 сентября 1976 года), игрок в австралийский футбол в клубах «Вестерн Бульдогз», «Мельбурн» и «Сент-Кильда».
- Александр Роу[англ.] (род. 8 июля 1992 года), чемпион Австралии в беге на 800 метров.
- Брэд Скотт[англ.] (род. 3 мая 1976 года), игрок в австралийский футбол, чемпион в клубах «Хоторн[англ.]» и «Брисбен Лайонс[англ.]», тренер клуба «Норт Мельбурн».
- Крис Скотт[англ.] (род. 3 мая 1976 года), игрок в австралийский футбол в клубе «Брисбен Лайонс», тренер клуба «Джилонг[англ.]».
- Митч Уоллис[англ.] (род. 24 октября 1992 года), игрок в австралийский футбол в клубе «Вестерн Бульдогз».
- Люк Мэтьюз[англ.] (род. 21 июня 1995 года), олимпийский бегун на средние дистанции, участник чемпионатов мира, бронзовый призёр Игр Содружества, чемпион Австралии в беге на 800 метров.
- Александр Грэм[англ.] (род. 28 апреля 1995 года), золотой медалист Игр Содружества.
- Лиам Дональд[англ.] (род. 23 января 1995 года), член национальной сборной Австралии по академической гребле.
- Билл Тиммс[англ.] (16 августа 1903 — 9 июня 1989), игрок в австралийский футбол в клубах «Сент-Кильда» и «Мельбурн», игрок премьер-лиги Мельбурна 1926 года[38].
- Майкл Боуден[англ.] (21 марта 1947 — 11 апреля 2020), игрок в австралийский футбол в клубах «Ричмонд» и «Мельбурн», игрок Премьер-лиги 1969 года.
- Том Эллисон (род. 29 февраля 1944 года), игрок в австралийский футбол в клубе «Норт Мельбурн».
- Оливер Ханрахан[англ.], игрок в австралийский футбол в клубе «Хоторн».
- Лачи Фогарти[англ.], игрок в австралийский футбол в клубе «Джилонг».
- Райли Уэст[англ.], лучший игрок в австралийский футбол в клубе «Вестерн Бульдогз».
- Джеймс Роуботтом[англ.], игрок в австралийский футбол в клубе «Сидней Свонз».
- Рейли О’Брайен[англ.], игрок в австралийский футбол в клубе «Аделаида[англ.]».
- Пэт Керр[англ.], игрок в австралийский футбол в клубе «Карлтон».
- Хенри Хатчисон, регбист.
- Джек Махони[англ.], игрок в австралийский футбол в клубе «Норт Мельбурн».
- Том Джок[англ.], игрок в австралийский футбол в клубе «Эссендон[англ.]».

### СМИ, развлечения и искусство
- Ли Феликс (род. 15 сентября 2000), певец, корейский мировой айдол состоящий в группе бойбенда Stray kids
- Грег Крейвен[англ.] (род. 5 марта 1958 года), проректор Австралийского католического университета, сторонник республиканизма.
- Марк Дэвис[англ.], австралийский журналист, наиболее известный своей работой в Dateline[англ.], пятикратный победитель премии Уолкли[англ.], обладатель золотой премии Уолкли.
- Джоэл Дин[англ.], австралийский прозаик и поэт, бывший главный спичрайтер премьер-министра штата Виктория, Стива Брэкса[англ.].
- Мэтт Доран[англ.] (род. 22 декабря 1983 года), журналист Seven Network.
- Вэнс Джой (настоящее имя Джеймс Кио) (род. 1 декабря 1987 года), певец и автор песен.
- Грег Керр, автор и писатель.
- Дэмиен Парер[англ.] (1 августа 1912 — 17 сентября 1944), военный фотограф, оператор первого австралийского фильма, получившего «Оскар», Линия фронта Кокоды![англ.][39].
- Стив Пиццати[англ.] (род. 23 апреля 1975 года), бывший ведущий Top Gear: Australia, автомобильный комментатор.
- Сэм Сеявка[англ.] (род. 2 апреля 1960 года), драматург, актёр, музыкант.
- Роб Ситч (род. 17 марта 1962 года), режиссёр, продюсер, сценарист, актёр.
- Билл Типпинг[англ.] (27 августа 1915 — 29 апреля 1970), журналист[40], лауреат премии Уолкли.
- Виктор МакМахон[англ.] (1903 — 9 марта 1992), флейтист-виртуоз, педагог.
- Чет Факер[англ.] (настоящее имя Николас Мерфи) (род. 23 июня 1988 года), певец и автор песен.
- Джейкоб Элорди (род. 26 июня 1997 года), актёр.

### Духовенство
- Марк Кольридж[англ.] (род. 25 сентября 1948 года), римско-католический архиепископ Брисбена[41].
- Уильям Ломбард (26 апреля 1911 — 28 июля 1967), католический священник, основатель движения молодых христианских рабочих[англ.] в Австралии[42].

## Скандалы

### Студенческий сексизм
21 октября 2019 года было опубликовано вирусное видео, в котором некоторые ученики колледжа, находясь в общественном транспорте, следующем на межшкольные соревнования по лёгкой атлетике, исполняют сексистскую песню. На следующий день, после вызванного этим фурора в средствах массовой информации, директор школы, Стивен Рассел, принёс публичные извинения в письме, разосланном всем родителям. В своих извинениях Рассел назвал женоненавистническое поведение студентов «оскорбительным». 10 студентов были отстранены от занятий с перспективой исключения. Вскоре после этого появилось второе видео, в котором трое учеников 12-го класса скандировали ту же сексистскую речёвку публично всего через несколько часов после публикации первого видео. Далее ABC стало известно, что в 2018 году группа учеников исполнила унизительную рэп-песню о студентках из другой школы. После этого директор школы Стивен Рассел осудил поведение студентов как «глупое и безрассудное» и признал, что культурные проблемы колледжа «более широко распространены, чем [он] думал».

### Жестокое обращение с детьми
В феврале 2020 года сообщалось, что директор Стивен Рассел написал положительную характеристику для Питера Кехо, внештатного тренера по лёгкой атлетике, обвиняемого в домогательствах к ученику колледжа Святого Кевина. Рекомендательное письмо было написано по просьбе адвокатов Кехо во время следствия. Впоследствии Кехо был осужден, приговорён к исправительным работам и внесён в реестр сексуальных преступников на восемь лет. Жертва урегулировала гражданский иск со школой в августе 2019 года.
На призывы уйти в отставку директор Рассел ответил, что Кехо «никогда не был сотрудником колледжа», и выразил сожаление по поводу того, что предоставил Кехо положительную характеристику, заявив: «при тех же обстоятельствах, сегодня я бы этого не сделал». Премьер-министр штата Виктория, Дэниел Эндрюс, сказал, что ответ директора был «просто неуместным», и что Рассела сняли бы с должности, если бы он был директором государственной школы.
19 февраля 2020 года Рассел ушёл в отставку, а декан спорта Люк Трэверс был уволен в ожидании дальнейшего расследования. Позже в тот же день директор колледжа Святого Патрика в Балларате, Джон Кроули, был объявлен исполняющим обязанности директора колледжа Святого Кевина. Из-за скандала последовала серия увольнений сотрудников колледжа. В конце февраля был уволен Саймон Пэррис, учитель математики высшей категории. Он был отстранён от преподавания. Кроме того, бывший заместитель директора, Джанет Кэнни, оставила должность после того, как против неё был возбуждён судебный иск в связи с жалобой о нарушениях требований обязательной отчетности. Дополнительным поводом для этого стало увольнение директора по исследованиям и учителя английского языка, Гэри Джонса.
По крайней мере шесть сотрудников школы были уволены по инициативе работодателя или уволились по собственному желанию после того, как Рассел ушёл в отставку.